# Polyclathra
Polyclathra — рід родини гарбузових. Має синоніми Pentaclathra, Pittiera і Roseanthus. Віночок у нього білий.

## Види
- Polyclathra albiflora
- Polyclathra cucumerina
- Polyclathra grandiflora
- Polyclathra longipedunculata